# Pehr Edwall
Pehr Anders Robert Edwall, född den 15 september 1915 i Kalmar, död där den 4 november 1996, var en svensk präst.
Edwall avlade studentexamen och organistexamen 1933 samt teologie kandidatexamen vid Lunds universitet 1940. Efter prästvigning sistnämnda år blev han pastoratsadjunkt i Hinneryd. Edwall var stiftsadjunkt i Växjö 1941–1945 samt domkyrkosyssloman och domkyrkoadjunkt i Växjö 1945–1952. Han var militärpastor vid Kronobergs regemente 1945–1952. Edwall var direktor för Samariterhemmet i Uppsala 1952–1960 och för teologiska fakultetens praktisk-teologiska övningsinstitut 1956–1960. Han avlade teologie licentiatexamen vid Uppsala universitet 1960. Edwall innehade ett stort antal kyrkliga uppdrag, såväl inom stiftet som nationellt och internationellt. Han var kyrkoherde i Kalmar 1960–1980 och kontraktsprost i Norra Möre 1965–1980. Edwall var preses vid prästmötet i Växjö 1972. Han blev ledamot av Nordstjärneorden 1966. Edwall vilar på Södra kyrkogården i Kalmar.